# Siegfried Kunstreich
Siegfried Kunstreich (* 4. Februar 1908 auf Norderney; † 18. März 1998 in Leer, Ostfriesland) war ein deutscher Künstler und Kunsterzieher.

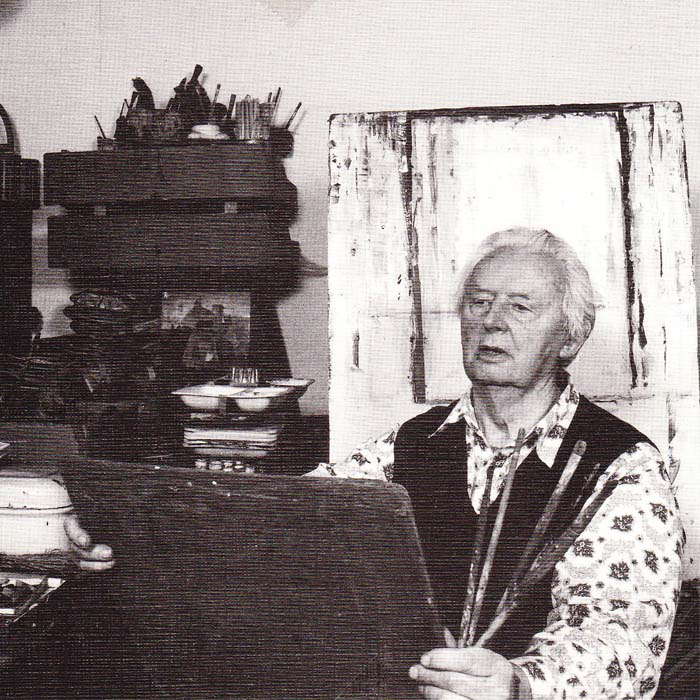
Siegfried Kunstreich im Atelier

## Leben
Kunstreich wurde 1908 als Sohn eines Lehrers auf Norderney geboren. Seine Jugend verbrachte er in Ochtersum bei Esens. Er besuchte das Marien-Gymnasium in Jever und wurde Schüler von Georg van der Vrings. 1928, im Jahr seines Abiturs, fand in Oldenburg die erste Ausstellung seiner Werke statt und es kam zu Ankäufen durch das Oldenburger Landesmuseum.
Nach dem Abitur studierte er von 1928 bis 1932 Kunst an den Akademien in Düsseldorf und Berlin. Während seines Kunststudiums waren seine Professoren und Ausbilder Erich Heckel in Berlin und Heinrich Campendonk in Düsseldorf. Nach 1932 war Kunstreich in mehreren niedersächsischen Städten als Künstler und als Lehrer tätig, ehe er im Jahre 1938 eine Stelle als Kunsterzieher am Teletta-Groß-Gymnasium Leer bekam. 1937 wurde in der Nazi-Aktion „Entartete Kunst“ aus dem Museum für Kunst und Kunstgewerbe Stettin seine Aquarelle „Landschaft“ und „Zwei Kinder“ und aus dem Landesmuseum Oldenburg sein Aquarell „Zwei Mädchenköpfe“ (37,7 × 47,7 cm) beschlagnahmt und vernichtet.
Zwischen 1939 und 1945 leistete Kunstreich Wehrdienst, gegen Kriegsende 1945 wurde sein Atelier in Leer geplündert.
Ab 1946 bis 1984 – über seine Pensionierung hinaus – unterrichtete Kunstreich wieder in der Schule. Seine Bildersprache wurde vor allem durch die ostfriesische Landschaft geprägt. Seine Bilder blieben dem Gegenständlichen verhaftet. Seine Arbeitsgebiete waren die Malerei, Grafik, Illustration, Typografie, Linoleumschnitt, Wandbild und die keramische Malerei.

## Ausstellungen
Siegfried Kunstreich nahm an Ausstellungen in Bonn, Hagen, Cuxhaven, Oldenburg, Ostfriesland und in den Niederlanden teil.

## Siegfried-Kunstreich-Haus
Eine Dauerausstellung seiner Werke wird im Siegfried-Kunstreich-Haus in Ditzum gezeigt.
Weitere Werke Kunstreichs befinden sich im Niedersächsischen Landesmuseum für Kunst und Kulturgeschichte.